# Stavanger Idrettshall
Stavanger Idrettshall ligger på Tjensvoll ved Mosvatnet i Stavanger i Norge.
Hallen blev indviet i 1979. Den har plads til 4.900 tilskuere, hvoraf de 2.112 er siddepladser. Udover håndboldbaner er der i hallen faciliteter som løbebaner, styrketræningsrum, springgrav for længdespring og trespring. Hallen har også et cafeteria, som drives af Stavanger Idrettsforening.
Stavanger Idrettshall er en af hallerne, som anvendtes under mellemrunden i Håndbold-EM for mænd 2008, og såvel Norge som Danmark spillede deres mellemrundekampe her.

## Eksterne links
- Stavanger Idrettshall – officielle info fra Stavanger Kommunes website Arkiveret 17. oktober 2008 hos  Wayback Machine

58°57′15.4″N 05°42′01.7″Ø / 58.954278°N 5.700472°Ø